# Шэй, Роберт
Роберт Кеннет Шэй (англ. Robert Kenneth Shaye; 4 марта 1939) — американский бизнесмен, кинопродюсер, актёр, режиссёр и сценарист. Основатель New Line Cinema — кинокомпании, которая добилась наибольшего успеха в прокате благодаря серии фильмов «Властелин колец» и «Кошмар на улице Вязов».
В 2008 году, после реструктуризации киностудии в качестве подразделения Warner Bros. Pictures, Шэй покинул New Line.

## Биография

### Ранний период жизни
Шэй родился 4 марта 1939 года в еврейской семье в Детройте, штат Мичиган. Его родители — Дороти и Макс Мендл Шэй, художница и владелец супермаркета. Его мать была иммигранткой из России. Его сестра — актриса Лин Шэй.
Окончил среднюю школу Мамфорд в Детройте. Он получил степень бакалавра в области делового администрирования в Мичиганском университете и степень доктора юридических наук в юридической школе Колумбийского университета. Также он окончил Стокгольмский университет по программе Фулбрайта. Шэй является членом Ассоциации адвокатов штата Нью-Йорк и входил в состав совета попечителей Института нейронаук, Общества юридической помощи, Американского института киноискусства и Фонда кинематографистов Уилла Роджерса.

### New Line Cinema
В 1967 году Шэй основал кинокомпанию New Line Cinema. Компания начинала с проката иностранных фильмов и обучающих картин для студентов. Со временем New Line расширилась и стала заниматься не только прокатами иностранных фильмов, но и производством своих фильмов. В 1980-х и начале 1990-х годов New Line выпустила блокбастеры, такие как «Кошмар на улице Вязов» и «Черепашки-ниндзя». В 1994 году New Line была приобретена компанией Turner Broadcasting System за 500 миллионов долларов, при этом Шэй заработал за эту сделку более 100 миллионов долларов. В 1996 году Turner Broadcasting System стала частью Time Warner.
В 1998 году, когда новозеландский режиссёр Питер Джексон представил в New Line свой 36-минутный презентационный ролик для экранизации трилогии классического фэнтезийного произведения Дж. Р. Р. Толкина «Властелин колец». Он надеялся, что из трёх томов получится два фильма, однако Шэй предложил снять три фильма вместо двух. Впоследствии он дал зелёный свет на одновременное производство всех трех частей. Эти фильмы стали одними из самых кассовых фильмов, заработав в совокупности около 3 миллиардов долларов по всему миру. Они были номинированы на тридцать премий «Оскар», выиграв семнадцать из них, в том числе одиннадцать за «Возвращение короля» на 76-й церемонии вручения премии «Оскар» .

### После ухода из New Line Cinema
В феврале 2008 года Шэй и его коллега Майкл Линн были уволены из New Line в рамках масштабной реструктуризации, инициированной генеральным директором Time Warner Джеффри Бьюксом. В июне того же года Шэй и Линн основали новую независимую кинокомпанию под названием Unique Features. Среди проектов компании — «Орудия смерти: Город костей» (Sony Pictures/Constantin Film), телесериал «Сумеречные охотники» (Freeform Television), «Все тайное становится явным» (Screen Gems) и «Стремление к цели», режиссёром которого стал сам Шэй.

## Фильмография

### Фильмы
| Год  | Фильм                                   | Примечания                         |
| ---- | --------------------------------------- | ---------------------------------- |
| 1977 | Каскадёры                               | Исполнительный продюсер, сценарист |
| 1981 | Полиэстер                               | Исполнительный продюсер            |
| 1982 | Одни во тьме                            | Сценарист                          |
| 1982 | Экстро                                  | Исполнительный продюсер            |
| 1983 | Первый раз                              | Исполнительный продюсер            |
| 1984 | Кошмар на улице Вязов                   | Продюсер                           |
| 1985 | Кошмар на улице Вязов 2: Месть Фредди   | Продюсер                           |
| 1986 | Зубастики                               | Исполнительный продюсер            |
| 1986 | Тихая прохлада                          | Продюсер                           |
| 1987 | Кошмар на улице Вязов 3: Воины сна      | Продюсер                           |
| 1987 | Мой демонический любовник               | Продюсер                           |
| 1987 | Скрытый враг                            | Продюсер                           |
| 1987 | Изгнанники                              | Исполнительный продюсер            |
| 1988 | Лак для волос                           | Исполнительный продюсер            |
| 1988 | Зубастики 2: Основное блюдо             | Исполнительный продюсер            |
| 1988 | Принц Пенсильвании                      | Исполнительный продюсер            |
| 1988 | Кошмар на улице Вязов 4: Повелитель сна | Продюсер                           |
| 1989 | Кошмар на улице Вязов 5: Дитя сна       | Продюсер                           |
| 1990 | Состояние сердца                        | Ассоциированный продюсер           |
| 1991 | Кошмар на улице Вязов 6: Фредди мертв   | Продюсер                           |
| 1993 | Мгновение ока                           | Исполнительный продюсер            |
| 1994 | Кошмар на улице Вязов 7: Новый кошмар   | Исполнительный продюсер            |
| 2000 | Радиоволна                              | Исполнительный продюсер            |
| 2001 | Властелин колец: Братство Кольца        | Исполнительный продюсер            |
| 2002 | Властелин колец: Две крепости           | Исполнительный продюсер            |
| 2003 | Фредди против Джейсона                  | Исполнительный продюсер            |
| 2003 | Властелин колец: Возвращение короля     | Исполнительный продюсер            |
| 2007 | Последняя Мимзи Вселенной               | Режиссёр, исполнительный продюсер  |
| 2007 | Лак для волос                           | Исполнительный продюсер            |
| 2007 | Золотой Компас                          | Исполнительный продюсер            |
| 2010 | Кошмар на улице Вязов                   | Исполнительный продюсер            |
| 2013 | Орудия смерти: Город костей             | Исполнительный продюсер            |
| 2016 | Все тайное становится явным             |                                    |
| 2018 | Разрушитель вечеринки                   | Исполнительный продюсер            |
| 2019 | Стремление к цели                       | Режиссёр                           |

Как актёр
| Год  | Фильм                                   | Роль                                                |
| ---- | --------------------------------------- | --------------------------------------------------- |
| 1984 | Кошмар на улице Вязов                   | Диктор новостей / Диктор радио KRGR                 |
| 1985 | Кошмар на улице Вязов 2: Месть Фредди   | Бармен                                              |
| 1986 | Тихая прохлада                          | Франклин                                            |
| 1987 | Скрытый враг                            | Мужчина в серебристом «Мерседесе» подбирает девушку |
| 1988 | Кошмар на улице Вязов 4: Повелитель сна | Преподаватель                                       |
| 1991 | Кошмар на улице Вязов 6: Фредди мёртв   | Продавец билетов                                    |
| 1993 | Заряженное оружие                       | Комната для допросов Человек                        |
| 1993 | Лучший друг человека                    | Механик                                             |
| 1994 | Кошмар на улице Вязов 7: Новый кошмар   | в роли самого себя                                  |
| 2001 | Фестиваль в Каннах                      | Берт Шустер                                         |
| 2003 | Фредди против Джейсона                  | Директор Шэй                                        |
| 2004 | Сотовый                                 | Парень, выглядящий как детектив                     |

### Телевидение
| Год     | Заголовок                           | Примечания                       |
| ------- | ----------------------------------- | -------------------------------- |
| 1988    | Специальный выпуск о Фредди Крюгере | Телевизионный спецвыпуск         |
| 1988−90 | Кошмары Фредди                      | Исполнительный продюсер, министр |
| 2016−19 | Сумеречные охотники                 | Исполнительный продюсер          |